# Modelo de protocolo latinoamericano de investigación de las muertes violentas de mujeres por razones de género (femicidio/feminicidio)
Modelo de protocolo latinoamericano de investigación de las muertes violentas de mujeres por razones de género (femicidio/feminicidio) es un protocolo para el abordaje judicial de la violencia contra las mujeres destinado a funcionariado responsable de llevar adelante la investigación y persecución penal de esos hechos en América Latina y el Caribe que plantea una perspectiva integral incluyendo el conocimiento de múltiples disciplinas como derecho, sociología, medicina forense y criminalística. El Modelo de Protocolo ofrece directrices para el desarrollo de una investigación penal eficaz de las muertes violentas de mujeres por razones de género, de conformidad con las obligaciones internacionales suscritas por los Estados. 
Fue elaborado en 2014 por ONU Mujeres y la Oficina para América Central de la Oficina del Alto Comisionado de las Naciones Unidas para los Derechos Humanos en el marco de la Campaña del Secretario General de las Naciones Unidas ÚNETE para poner fin a la violencia contra las mujeres y se basa en las normas y los estándares internacionales y regionales en materia de derechos humanos.
En la redacción final participaron Camilo Bernal Sarmiento, abogado y criminólogo, Miguel Lorente, profesor de medicina legal y la jurista especialista en género Françoise Roth, asesora regional de género de la OACNUDH, bajo la dirección de Carmen Rosa Villa Quintana, Representante para América Central, OACNUDH. 

## Objetivos
- Proporcionar orientaciones generales y líneas de actuación para mejorar la práctica de los/as operadores/as de justicia, expertos/as forenses y cualquier personal especializado durante la investigación y el enjuiciamiento de las muertes violentas de mujeres por razones de género a fin de que se sancione a los responsables y se repare a las víctimas.
- Promover la incorporación de la perspectiva de género en la actuación de las instituciones a cargo de la investigación, sanción y reparación de las muertes violentas de mujeres, como son la policía, el ministerio público, la fiscalía, las instituciones forenses, y otros organismo judiciales.
- Brindar herramientas prácticas para garantizar los derechos de las víctimas, los/las sobrevivientes y sus familiares. Estas herramientas toman en cuenta a los/as testigos, los/as peritos/as, las organizaciones, los/las querellantes y demás personas intervinientes en estos procesos.

## Aplicación
Se aconseja aplicar las directrices del Modelo de Protocolo de manera sistemática frente a todos los casos de muertes violentas de mujeres, puesto que detrás de cada muerte puede existir un femicidio, aunque al inicio no haya sospecha de criminalidad. Por ejemplo en los casos de suicidios de mujeres, que pueden ser consecuencia de violencia previa, pueden ocultar un homicidio, o pueden ser un argumento para no investigar los hechos. Del mismo modo se debe aplicar en las muertes de mujeres aparentemente accidentales, o ante el más mínimo indicio o duda de que se pueda estar frente a una muerte violenta. En ningún caso su aplicación impide la investigación general de los hechos sino permite identificar los hechos y asociarlos a un eventual contexto feminicida.
El Modelo de Protocolo puede ser aplicado en casos de muerte reciente así como en casos de muerte más remota.

## Antecedentes
En un estudio mundial sobre homicidios del 2011 de la Oficina de Naciones Unidas Contra la Droga y el Delito (UNODC) señaló que las muertes violentas de mujeres eran principalmente causadas por sus parejas íntimas o en el marco de sus relaciones familiares, y que las mujeres tenían más probabilidades de morir en el hogar que fuera de éste. En el 2013, la Organización Mundial de la Salud (OMS) lo ratificó, indicando que, a nivel mundial, más del 38% de todas las muertes violentas eran cometidas por un compañero íntimo, en comparación con el 6% de los homicidios de los hombres.
Sin embargo, en numerosos contextos la impunidad en esos casos sigue siendo la norma, lo que constituye una fuente de preocupación. Persisten algunos retos importantes para combatir la forma desigual y discriminatoria con la que los crímenes dirigidos contra las mujeres y niñas son tratados por los sistemas de justicia. La falta de comprensión de la dimensión de género de estos crímenes y de su contexto, la insuficiente atención brindada a las quejas presentadas por las víctimas, las carencias en las investigaciones penales, el énfasis en los testimonios -más que en otros tipos de pruebas-, la errónea calificación jurídica de los delitos y el uso de circunstancias atenuantes para disminuir las penas son algunos de los muchos obstáculos de los cuales las víctimas y sus familiares se enfrentan en sus esfuerzos para acceder a la justicia y obtener una respuesta efectiva de esta.
La Declaración de las Naciones Unidas sobre la Eliminación de la Violencia contra la Mujer, definió al Violencia Contra la Mujer(VCM) como:

"Todo acto de violencia basado en la pertenencia al sexo femenino que tenga o pueda tener como resultado un daño o sufrimiento físico, sexual o sicológico para la mujer, así como las amenazas de tales actos, la coacción o la privación arbitraria de la libertad, tanto si se producen en la vida pública como en la vida privada"
Declaración de las Naciones Unidas sobre la Eliminación de la Violencia contra la Mujer

El informe aconseja aplicar las directrices del Modelo de Protocolo Facultativo de la Convención sobre la eliminación de todas las formas de discriminación contra la mujer de manera sistemática frente a todos los casos de muertes violentas de mujeres, puesto que detrás de cada muerte puede existir un femicidio, aunque al inicio no haya sospecha de criminalidad. Por ejemplo, los casos de suicidios de mujeres deben ser investigados bajo las indicaciones de este Modelo de Protocolo por tres razones fundamentales. En primer lugar, muchos suicidios son consecuencia de la violencia previa que han sufrido las mujeres. En segundo término, los suicidios son una forma habitual de ocultar un homicidio por parte de su autor, presentando la muerte de la mujer como un suicidio o muerte accidental. Finalmente, pueden ser un argumento usado por las personas a cargo de la investigación criminal para no investigar el caso y archivarlo como suicidio. En los casos de muertes de mujeres aparentemente accidentales, la prudencia exige aplicar el Modelo de Protocolo ante el más mínimo indicio o duda de que se pueda estar frente a una muerte violenta.
A los efectos del presente Modelo de Protocolo, el término de femicidio se entiende como la muerte violenta de mujeres por razones de género, ya sea que tenga lugar dentro de la familia, unidad doméstica o en cualquier otra relación interpersonal, en la comunidad, por parte de cualquier persona, o que sea perpetrada o tolerada por el Estado y sus agentes, por acción u omisión.